# عنقود أنتاليا المجري
عنقود أنتاليا (بالإنجليزية: Antlia Cluster)‏، أو Abell S0636، ويقع ضمن عنقود مجرات هيدرا قنطورس العظيم. وهو ثالث أقرب عنقود لمجموعتنا المحلية بعد عنقود العذراء وعنقود فورنكس، يبعد عن الأرض مسافة 32 مليون سنة ضوئية تقريبا.
وتسيطر عليه مجرتين إهليليجيتين هائلتين، هما NGC 3268 و NGC 3258، ويحتوي على حوالي 234 مجرة، ويعتبر عنقود كثيف مقارنة مع العناقيد الأخرى مثل العذراء والفورنكس، ويحتوي على مجرات أولية وعدد كبير من المجرات الاهليجية القزمة، وينقسم العنقود إلى مجموعتين فرعيتين، المجموعة الفرعية الشمالية وهي تتجمع حول المجرة NGC 3268 والمجموعة الفرعية الجنوبية وتتجمع حول المجرة NGC 3258.
وللعنقود انزياح احمر يساوي 0.0087، مما يدل على أنه مثل أكثر الأجسام في الكون المتوسع يبتعد بعيدا عن مجموعتنا المحلية، وأظهرت الدراسات والمتابعة لهذا العنقود أن الحرارة خلاله تتوزع بشكل متساوي تقريبا.